# Йосіюкі Мідзуко
Мідзуко Йосіюкі (яп. 吉行瑞子, Йошіюкі Мідзуко, англ. Mizuko Yoshiyuki) — японська зоолог.

## Біографія
Упродовж багатьох років Мідзуко Йосіюкі працювала на кафедрі зоології Національного наукового музею Токіо, як старший науковий співробітник і була професором Токійського університету сільського господарства. Вона написала низку робіт, наприклад, у співавторстві з Imaizumi, «Taxonomic Status of the Japanese Otter (Carnivora, Mustelidae), with a Description of a New Species» (1989).

## Описані таксони
- Nyctalus furvus Imaizumi & Yoshiyuki, 1968
- Murina tenebrosa Yoshiyuki, 1970
- Myotis pruinosus Yoshiyuki, 1971
- Ptenochirus minor Yoshiyuki, 1979
- Rhinolophus imaizumi Hill & Yoshiyuki, 1980
- Murina silvatica Yoshiyuki, 1983
- Myotis yesoensis Yoshiyuki, 1984
- Lutra nippon Imaizumi and Yoshiyuki, 1989
- Plecotus taivanus Yoshiyuki, 1991

## Вшанування
Описаний вченою кажан Myotis yesoensis є ендеміком Хоккайдо, Японія і носить вернакулярну назву «міотіс Йосіюкі».

## Книги
- Mizuko Yoshiyuki. A systematic study of the Japanese Chiroptera. National Science Museum, 1989
- Mizuko Yoshiyuki and Hideki Endo. Catalogue of chiropteran specimens in spirit. National Science Museum, 2003